# Wymore
Wymore – miasto w Stanach Zjednoczonych, w stanie Nebraska, w hrabstwie Gage.